# Томас, Тиллман
Тиллман Джозеф Томас (англ. Tillman Joseph Thomas; род. 13 июня 1945) — премьер-министр Гренады с 9 июля 2008 года по 20 февраля 2013 года, лидер либеральной партии Национально-демократический конгресс (НДК, англ. National Democratic Congress) с октября 2000 года.

## Биография
Родился в приходе Сент-Патрик в семье фермера Франко Томаса и домохозяйки. Закончив католическую школу Тиволи продолжил образование в Университете Фордхэм в Нью-Йорке, где получил степень бакалавра в области экономики. Позже получил степень бакалавра права в Университете Вест-Индии (кампус Кэйв-Хилл, Барбадос) и свидетельство о юридическом образовании Юридической школы Хью Вудинга (Тринидад и Тобаго).
В 1978 году Тиллман Томас возвращается в Гренаду и начинает участвовать в Программе юридической помощи и защиты прав человека (англ. Human Rights and Legal Aid Programme) вместе с лидером Нового движения ДЖУЭЛ Морисом Бишопом. Программа была задумана для оказания юридических услуг малообеспеченным гражданам. 11 июля 1981 года Томас был заключён в тюрьму Народным революционным правительством Мориса Бишопа за «контрреволюционные действия», а именно за участие в издании газеты «Голос Гренады» (англ. Grenadian Voice Newspaper). После 2 лет заключения Томас был освобождён из тюрьмы в результате свержения режима М. Бишопа в 1983 году.
После освобождения вступил в Демократическое движение Гренады, позднее вошедшее в состав Новой национальной партии (ННП, англ. New National Party). В декабре 1984 года был избран депутатом Палаты представителей (нижняя палата Парламента Гренады) от избирательного округа Сент-Патрик Восточный и стал заместителем министра юриспруденции. В 1987 году Томас вышел из правящей Новой национальной партии и стал одним из основателей партии Национально-демократический конгресс. До 1990 года был заместителем генерального секретаря НДК. В 1990 году он потерпел поражение на выборах и не был переизбран депутатом, но тем не менее был назначен заместителем министра труда. Впоследствии Томас назначается министром общественных работ и туризма. На парламентских выборах 1999 года НДК потерпел сокрушительное поражение, оставшись без депутатских мандатов. В октябре 2000 года Томас избран лидером партии. В ноябре 2003 года он был вновь избран депутатом и стал лидером оппозиции, причём правящая консервативная Новая национальная партия победила лишь с незначительным перевесом.
Проведя 13 лет в оппозиции, 8 июля 2008 года НДК выигрывает парламентские выборы, получив 11 из 15 мест в парламенте, в то время как ННП только 4. На следующий день Тиллман Томас был приведён к присяге в качестве премьер-министра, а 13 июля сформировал новое правительство. Томас помимо поста премьер-министра также занял посты министра иностранных дел, юстиции, национальной безопасности, информации и общественного управления.
В 2011 году участвовал в съёмках документального фильма «Остров президента», рассказывающий о кампании президента Мальдив Мохамеда Нашида по борьбе с глобальным потеплением. Картина получила приз Международного кинофестиваля в Торонто (TIFF) как лучший документальный фильм.
В результате парламентских выборов (2013) в Гренаде, его партия потеряла все места в парламенте страны. После этого 20 февраля 2013 года Тиллман Томас оставил пост главы правительства страны.
Женат на Сандре Томас, имеет четверых детей (два сына и две дочери).

## Источник
- Биография Тиллмана Джозефа Томаса  (англ.)